# Martín Sigren
Martín Sigren Molina (14. května 1996 Santiago) je chilský ragbista, který hraje jako rváček za americký klub New England Free Jacks. V roce 2024 vyhrál s tímto klubem americkou ligu. V sezoně 2022/23 se jako hráč druholigového anglického klubu Doncaster Knights stal prvním Chilanem, co podepsal profesionální smlouvu v Anglii. Je vítězem chilské ligy s klubem Old Grangonian Club v roce 2017.
S reprezentací Chile si zahrál jako kapitán poprvé v historii na MS v roce 2023. Svůj první reprezentační zápas si připsal v roce 2016 proti Jižní Korey.